# Eragrostis gloeophylla
Eragrostis gloeophylla là một loài thực vật có hoa trong họ Hòa thảo. Loài này được S.M.Phillips mô tả khoa học đầu tiên năm 1987.